# Juan Luis González García
Juan Luis González García (Salamanca, 1970) es un historiador del arte, investigador y profesor español. Su trabajo de investigación gira en torno a las conexiones existentes entre la teoría del arte, la retórica visual y la teología de la imagen en los siglos XVI y XVII en el mundo hispánico, Italia y Europa central.

## Trayectoria profesional
Licenciado en 1995 con grado de sobresaliente en Geografía e Historia (sección de Historia del Arte) por la Universidad Complutense de Madrid, en 2009 obtuvo el título de Doctor Europeo Cum Laude por unanimidad en Historia del Arte por la misma. En la actualidad imparte clases en la Universidad Autónoma de Madrid, donde coordina el Grado en Historia del Arte. El resultado de su carrera profesional ha dado como fruto más de 50 artículos y ensayos de libros, catálogos de exposiciones y revistas especializadas, además de haber participado en conferencias y seminarios en Europa y América.
Su tesis doctoral, Imágenes sagradas y predicación visual en el Siglo de Oro: pervivencia y cristianización de la oratoria clásica en España a través de los tratados de pintura y retórica (c.1480-1630) , publicada en 2015, es una de sus más destacables aportaciones. Ha editado varios libros, entre los que destaca el Tratado de arquitectura y urbanismo militar de Alberto Durero (2004) , e intervenido en múltiples exposiciones, como la realizada en el Museo Nacional del Prado, Felipe II: Un monarca y su época. Un príncipe del Renacimiento (1998) o La materia de los sueños: Cristóbal Colón (2006-2007), exhibida en el museo del Patio Herreriano de Valladolid, de la que fue vicecomisario.

## Publicaciones
- Imágenes sagradas y predicación visual en el Siglo de Oro. [3]
- DURERO, Alberto. Tratado de Arquitectura y urbanismo militar.[4]
- CHECA CREMADES, Fernando. Los inventarios de Carlos V y la Familia Imperial. [6]